# Вітер (панно)
«Ві́тер» — абстрактне мозаїчне панно за мотивами народного мистецтва. Ця робота — єдиний монументальний твір художників Алли Горської, Віктора Зарецького і Бориса Плаксія, збережений у Києві. Панно розташоване в екстер'єрі колишнього ресторану «Вітряк» на проспекті Академіка Глушкова, 11.
Об’єкт культурної спадщини внесений до Державного реєстру нерухомих пам’яток та охороняється державою.

## Історія створення
У 1960-1970-х роках в українській радянській архітектурі відбулося осмислення та інтегрування народних мистецьких традицій у сучасну міську архітектуру. Прикладом модерністського трактування народного мистецтва в Києві стали проєкти ресторанів «Курені», «Полтава» та «Вітряк», розроблені архітектором Анатолієм Добровольським. 1967 року в оформленні ресторану «Вітряк» взяли участь художниця-шістдесятниця, представниця правозахисного руху в Україні Алла Горська, її чоловік Віктор Зарецький і живописець-монументаліст Борис Плаксій.
Про історію оформлення ресторану «Вітряк» згадував один з авторів панно Борис Плаксій:

| «Тоді ми працювали з архітектором Анатолієм Добровольським. Він дядько був непоганий і на той час сприймав наші мистецькі ідеї доволі добре. Над ескізом до «Вітряка» ми з Аллою працювали довго. Як завершили, то відразу треба було йти на художню раду. Спочатку на худраду архітекторів — до Київпроекту на Хрещатику. Віктор відмовився — він чомусь був переконаний, що проект завалять. І вони з Аллою трохи полаялися. Відступати було нікуди, і ми з Аллою пішли. Прийшли. В худраді тоді були — Добровольський, Мілецький — той, що Палац піонерів робив. На диво, наш ескіз пройшов — не завалили. Якби засумнівалась Алла, то ми, певно, не пішли б, почали б переглядати ескіз і того «Вітряка» не існувало б. Без Алли не було б кому на себе це взяти — піти й домогтись. Над «Вітряком» працювали в особливо невигідних, незручних умовах. Жодна жінка-митець таких умов не витримала б. Була пізня осінь. Спершу ми мотались по склозаводах — вибивали там усякі матеріали: шкло, смальту. Це все треба вибити, вибігати. Коли вже все подіставали, то була пізня осінь, холодно. Спочатку страшні дощі, а потім морози й вітри. За півгодини руки, якими береш цементний розчин, стають як граблі. І все це на тому белебні, де стоїть вітряк. Тоді там ще пустир був, і всі ми ходили пішки від «Вітряка» до зупинки тролейбуса на «Виставці». Розписи в інтер’єрі зробили пізніше і досить швидко»[3]. |

## Опис
Панно викладено зі смальти, скла, мармуру і кераміки.
Алла Горська написала художникові Любославові Гуцалюкові, що вони, разом із Віктором Зарецьким і Борисом Плаксієм, оздобили в Києві два ресторани – «Полтава» й «Вітряк» — в етнографічно-модерному стилі. У ході оформлення прагнули поєднати минуле і сучасне, досягти сучасності в кольорах, пластиці і композиції. За словами художниці, вони «хотіли подивитися на світ — як Світовид, на всі чотири боки. Може, на два і вийшло».
У мозаїці «Вітер» митці зробили спробу пов'язати у модерну стилізацію народну архітектуру й розпис як синтетичне ціле. Соковитість, багатство форм етнокультури протистояло понурому пейзажу радянської псевдораціональної архітектури. У творчості А. Горської поєднуються народні мотиви та риси українського авангарду 1920-х років і бойчукізму. Особливу увагу автори панно приділяли колористиці наївного живопису Ганни Собачко-Шостак.
Борис Плаксій згадував, що російські колеги не сприйняли мозаїку, яку їм показали, як твір, зроблений за мотивами народного декоративного мистецтва. Для них це була суто абстрактна композиція, що викликало здивування, оскільки у Радянському союзі таке мистецтво було заборонено.

## Атмосфера в ресторані після відкриття
Спогади про атмосферу в ресторані залишив історик Іван Лисяк-Рудницький, який відвідав Україну в 1970 році:

| Ресторан «Вітряк» «... справді збудований у формі вітряка, з широкими крилами. В середині уряджений в традиційному українському стилі — широкі, дерев'яні столи, сволок, стіни розмальовані картинним орнаментом і квітами. Оркестра одягнена в вишивані сорочки. Грають і співають танкові мелодії, переважно на мотиви українських народних пісень, але також західні сучасні танки. В перервах між оркестром, зала спонтанно співала українських пісень — нових, невідомих мені з днів юності… Між публікою багато молодих людей, студентів, переважала українська мова. Природна веселість цього молодого люду й стихійна українськість усієї обстановки справили на мене велике враження. Це природне українство відмінне від того казьонного, яке я бачив в Києві та в Каневі»[8]. |

## Врятування пам'ятки монументального мистецтва

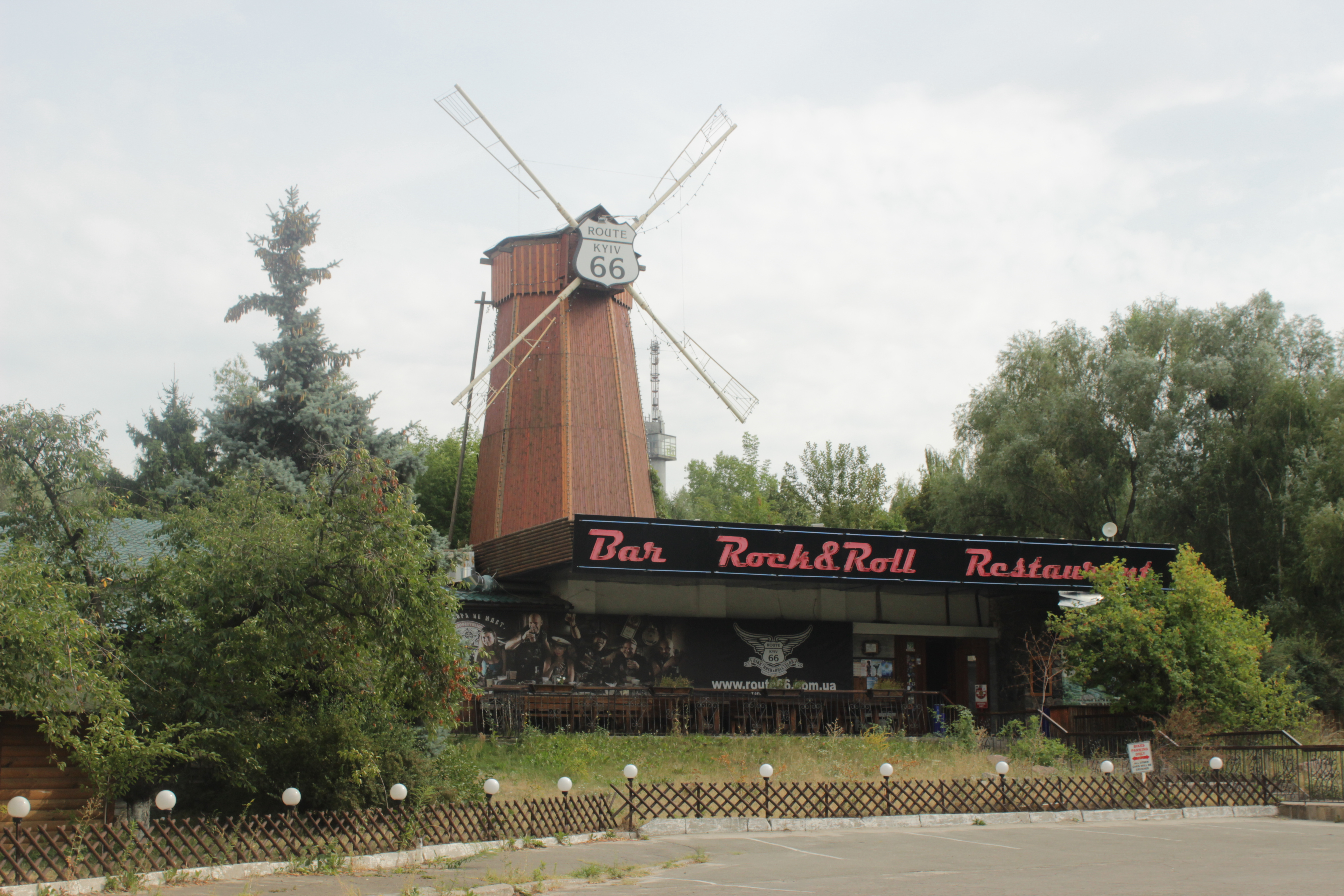
Панно зникло після реконструкції ресторану (фото 2015)

Із трьох ресторанів архітектора А.Добровольського економічну кризу 1990-х років вдалося пережити лише «Вітряку». А панно «Вітер» лишилося єдиним монументальним твором команди Алли Горської у Києві. Згодом будівлю ресторану орендували підприємці, які накрили мозаїку дерев'яною вагонкою. 2016 року приміщення було продано. Новий власник так само накрив панно логотипом свого закладу «Mill Hub».
2016 року мистецтвознавиці Людмила Огнєва та Євгенія Моляр забили на сполох. Можливе знищення панно обурило громадськість. Представники проєкту «Радянські мозаїки в Україні» фонду «Ізоляція» звернулись до управління культури Київської міської держадміністрації та Міністерства культури України з листом, у якому просили надати охоронний статус мозаїці «Вітер».
29 грудня 2016 року міністерство культури занесло будівлю ресторану, на фасаді якої розташована мозаїка «Вітер», до Державного реєстру нерухомих пам'яток України в Києві за категорією об'єктів культурної спадщини місцевого значення з охоронним номером 1007-Кв.
У травні 2017 року адміністрація закладу запевнила, що нічого не знала про пам'яткоохоронний статус панно. Ресторатор відреагував на хвилю закликів і звернень щодо збереження мозаїки Алли Горської. У своєму повідомленні він заявив, що мозаїка на фасаді ресторану «Mill Hub» не пошкоджена і перебуває в оригінальному стані.
4 січня 2021 року, в період кризи, спричиненої карантинними заходами для стримання поширення коронавірусної хвороби, власники оголосили про закриття «Mill Hub» і продаж закладу площею 1200 квадратних метрів за 950 тисяч доларів. Станом на квітень 2021 року деякі фрагменти композиції пошкоджені. А табличка з інформацією про панно розбита.
У листопаді 2024 року зареєстрували петицію з вимогою зберги мозаїку, яка набрала необхідну кількість підписів. У грудні міський голова Віталій Кличко відповів, що споруда ресторану разом із панно «Вітер» занесена до Державного реєстру нерухомих пам’яток України як пам’ятка архітектури та монументального мистецтва місцевого значення. Водночас власник пам’ятки не уклав з органом охорони культурної спадщини охоронний договір. Департамент охорони культурної спадщини КМДА направив йому припис із пам’яткоохоронними вимогами.